# ألكسندر فويجت
ألكسندر فويجت (بالألمانية: Alexander Voigt) هو لاعب كرة قدم ألماني في مركز ظهير ‏، ولد في 13 أبريل 1978 في كولونيا في ألمانيا. شارك مع منتخب ألمانيا تحت 21 سنة لكرة القدم ومنتخب ألمانيا الأولمبي لكرة القدم. أما مع النوادي، فقد لعب مع إف إس في فرانكفورت وبوروسيا مونشنغلادباخ ورودا كيركراده وغرويتر فورت وكارل زايس يينا ونادي كولن.

## وصلات خارجية
- ألكسندر فويجت على موقع قاعدة بيانات كرة القدم.إي يو (الإنجليزية)
- ألكسندر فويجت على موقع بيانات كرة القدم. دي إي (الألمانية)
- ألكسندر فويجت على موقع عالم كرة القدم.نت (الإنجليزية)